# 奧菲多·葛里芬
奧菲多‧克勞帝諾‧葛里芬（Alfredo Claudino Griffin，1957年10月6日—），生於多明尼加共和國的聖多明哥（Santo Domingo），是美國職棒大聯盟球員，位置是游擊手。

## 球員經歷
1973年，葛里芬以業餘自由球員的身分和克里夫蘭印地安人隊簽下一紙合約，從此開始他18年的職業球員生涯。葛里芬上大聯盟還沒滿一季，1978年12月5日就與小聯盟球員菲爾‧藍斯福（Phil Lansford）一道被交易到多倫多藍鳥（Toronto Blue Jays）隊，換來維克多‧克魯茲（Victor Cruz）。翌年，葛里芬忽然大爆發，與約翰‧卡斯提諾（John Castino）共同榮獲美國聯盟1979年新人王（Rookie of the Year,ROY）。
1984年，葛里芬被選入全明星隊（All-Star team）。華盛頓郵報的約翰‧法因斯坦（John Feinstein）解釋道，「他所以進入明星隊，可說是陰錯陽差的。大聯盟付錢請每個球員帶一個同伴來。球員們大多選擇帶他們的妻子或是女友；但藍鳥隊二壘手，達馬索‧賈西亞（Damaso Garcia）這位老兄帶的人，居然是他隊友─游擊手葛里芬。當老虎隊的亞蘭‧特拉梅爾（Alan Trammell）臨時傷到手以致無法出賽時，總教練喬‧亞托貝爾（Joe Altobelli）就把葛里芬排到先發名單，一方面因為他是不錯的球員，不過最主要的原因還是他人就在現場。」
葛里芬在1985年獲頒美聯金手套獎；而且在1988年洛杉磯道奇隊奪得世界大賽冠軍時，擔任隊上先發游擊手，被認為是贏球的功臣之一。

## 教練經歷
2000年至2018年間，葛里芬於洛杉磯安那罕天使擔任一壘指導員，同時也在家鄉多明尼加冬季聯盟的東方明星隊（Estrellas Orientales,Eastern Stars）擔任教練。

## 球隊資歷
1976年—1978年克里夫蘭印地安人隊
1979年—1984年、1992年—1993年多倫多藍鳥隊
1985年—1987年奧克蘭運動家隊
1988年—1991年洛杉磯道奇隊

## 附帶一提
有一道菜以葛里芬的大名作為菜名，內容是切丁的「Slim Jims」火腿和豌豆，混入馬鈴薯泥中，多倫多的英雄餐廳（Heroes Restaurant）是首先供應這道菜的餐廳。
在葛里芬連續出賽紀錄中斷的那場，他卻是替隊上跑回致勝分的人。這個奇怪的結果起因於根據大聯盟規則（規則10.24c），球員必須守備至少一局，或是要上場打擊一次，紀錄上才算出賽；而因為葛里芬是代跑，並不符合此規定。

## 外部連結
- 奧菲多·葛里芬在美國職棒（英语）
- 奧菲多·葛里芬在Baseball-Reference.com（大聯盟）（英语）
- 奧菲多·葛里芬在Baseball-Reference.com（小聯盟以及海外聯盟）（英语）
- 奧菲多·葛里芬在ESPN（MLB）（英语）
- 奧菲多·葛里芬在FanGraphs.com（英语）
- 奧菲多·葛里芬在The Baseball Cube（英语）